# Кристиан Фитипалди
Кристиан Фитипалди (на португалски: Christian Fittipaldi) e бразилски автомобилен състезател от Формула 1, роден на 18 януари 1971 година в Сао Паоло, Бразилия. Има 40 старта дванадесет точки в световния шампионат.

## Любопитно
Кристиан Фитипалди е племенник на двукратния световен шампион Емерсон Фитипалди и е син на Уилсън Фитипалди, който също има участия във Формула 1.